# Sở giao dịch chứng khoán Tōkyō
Sở giao dịch chứng khoán Tokyo (東京証券取引所 Tōkyō Shōken Torihikisho), hay TSE, là sở giao dịch chứng khoán ở Tokyo, lớn thứ hai thế giới tính về lượng tiền tệ, chỉ xếp sau Sở giao dịch chứng khoán New York. Hiện tại sở giao dịch này niêm yết 2271 công ty nội địa và 31 công ty nước ngoài với tổng khối lượng vốn hóa thị trường hơn 4000 tỷ USD.

## Cấu trúc

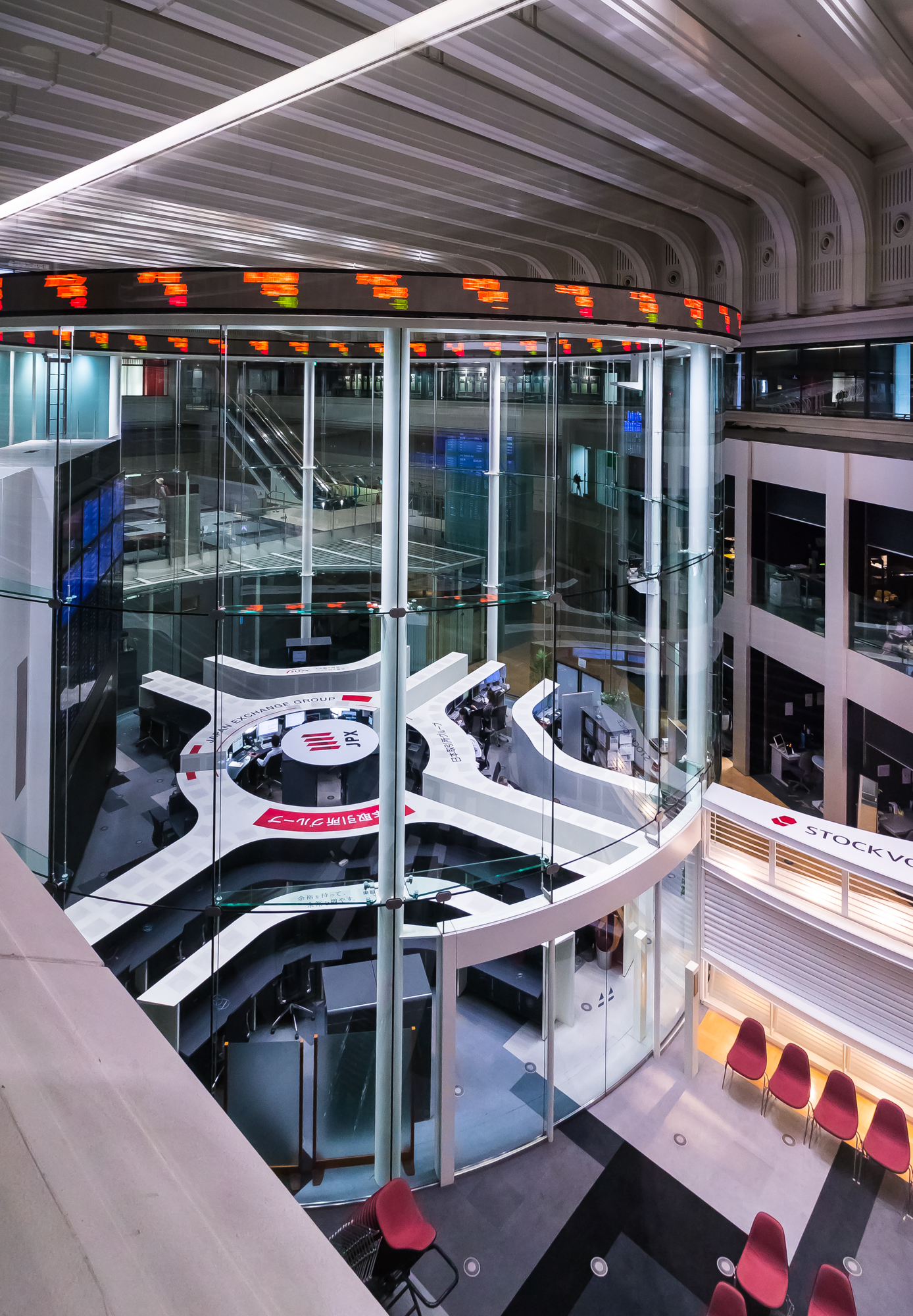
Phòng giao dịch chính của Sở giao dịch chứng khoán Tokyo, nơi ngày nay các giao dịch được thông qua máy tính

TSE là một công ty dạng kabushiki kaisha với 9 giám đốc, bốn kiểm toán viên và 8 giám đốc điều hành. Trụ sở đóng tại  2-1 Nihonbashi-kabutocho, Chuo-ku, Tokyo, Nhật Bản. Giờ hoạt động là từ 9:00 đến 11:30 (phiên sáng) và 12:30 đến 15:00 (phiên chiều). Từ ngày 24/4/2006, phiên giao dịch buổi chiều bắt đầu từ giờ như thường lệ là 12:30.
Các cổ phiếu niêm yết tại TSE được phân ra Phần thứ nhất (cho các công ty lớn), Phần thứ 2 (cho các công ty vừa) và phần "Mẹ" (cho các công ty mới bắt đầu tăng trưởng cao). Từ tháng 3/2006, có 1721 công ty ở Phần thứ 1, 489 ở Phần thứ 2 và 156 công ty "Mẹ".
Các chỉ số ghi nhận sự biến đổi của TSE là chỉ số Nikkei 225 của các công ty được chọn lọc bởi báo Nihon Keizai Shimbun (Nhật báo Kinh tế Nhật Bản - tờ báo kinh doanh lớn nhất Nhật Bản); chỉ số TOPIX dựa trên giá cổ phiếu của các công ty Phần 1; chỉ số J30 của các công ty công nghiệp lớn được xác nhận bởi các tờ báo khổ rộng chính của Nhật Bản.
89 công ty chứng khoán nội địa và 19 công ty chứng khoán nước ngoài tham gia giao dịch ở TSE. Xem: Các thành viên của Sở giao dịch chứng khoán Tokyo
Các thể chế liên quan đến Sở giao dịch chứng khoán Tokyo bao gồm:
- Câu lạc bộ báo chí sở giao dịch:, được gọi là Kabuto Club (兜倶楽部 Kabuto kurabu?), nằm ở tầng 3 của tòa nhà của Sở giao dịch chứng khoán Tokyo. Phần lớn các thành viên của Most Kabuto Club là thành viên của Nihon Keizai Shimbun, Kyodo News, Jiji Press, hay các phát thanh viên các hãng truyền hình như Bloomberg LP và CNBC. Kabuto Club thường bận rộn nhất vào tháng 3 và tháng 4, khi các công ty công công bố báo cáo tài chính hàng năm của mình.

## Lịch sử

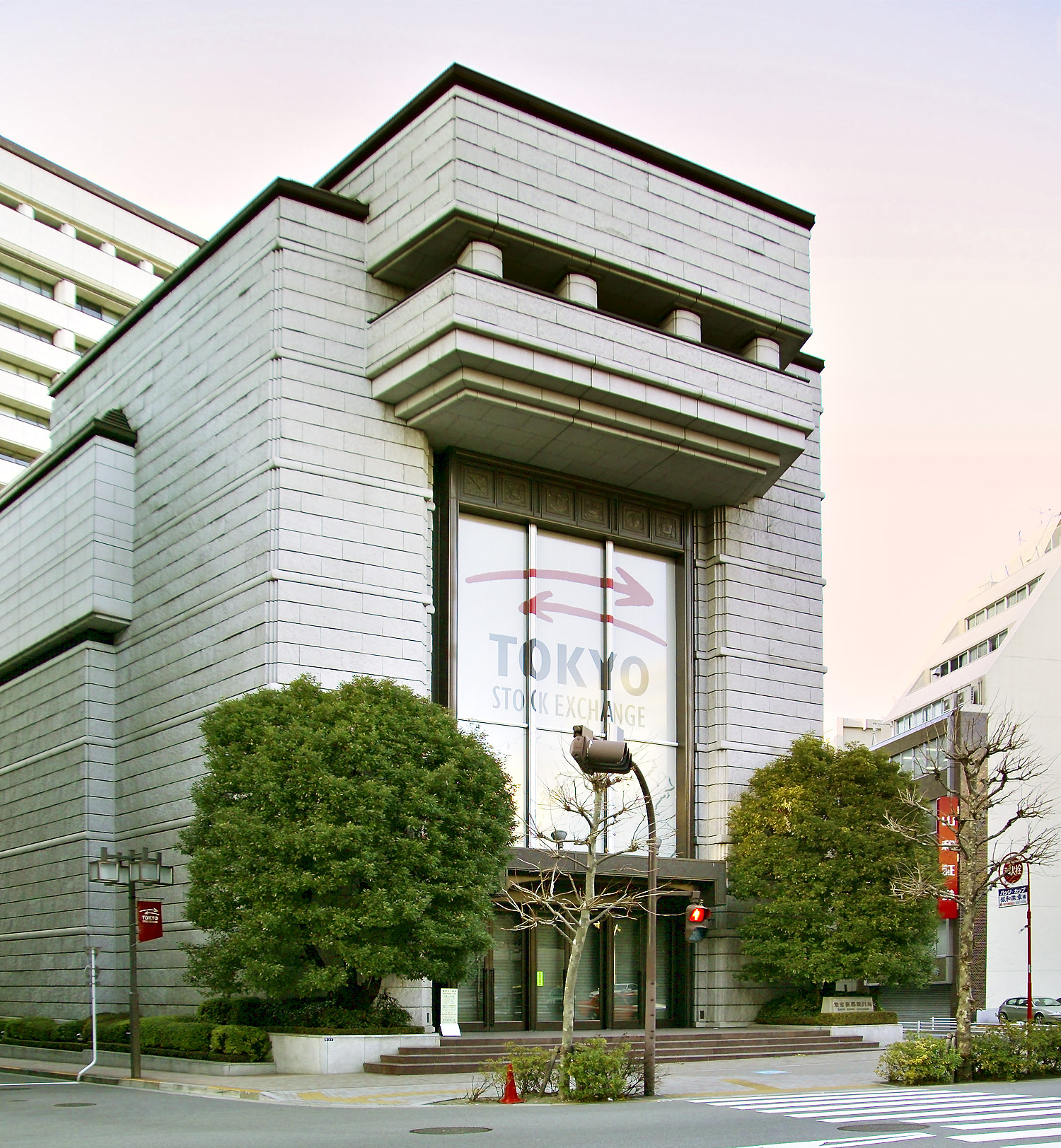
The Stock Exchange occupies a narrow site in Tokyo's securities district